# 방적

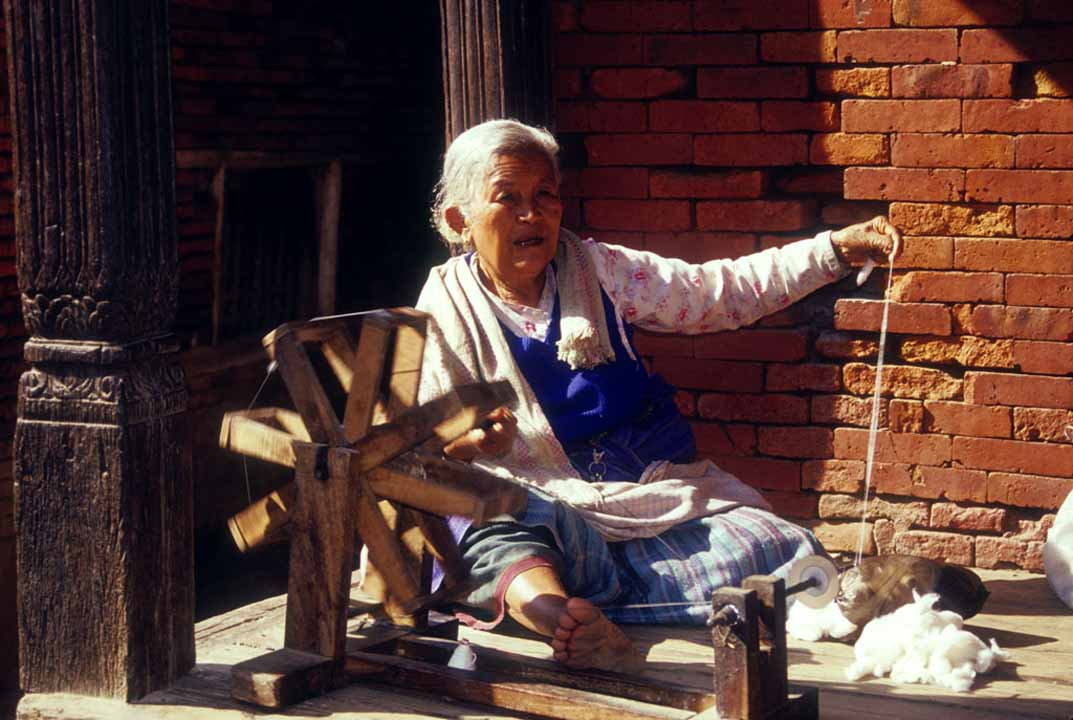

방적(紡績, spinning)이란 섬유에서 실을 뽑아내는 일이다. 직물 제조에 있어 가장 중요한 과정 중 하나로, 방적과 직조를 통틀어 방직이라 한다.

## 방적 공정
견(絹)과 같은 장섬유는 그대로 수속(收束)해서 꼬면 실이 되는데, 면이나 양모 등 단섬유는 제진(除塵)·빗질, 가지런히 배열하고 한 자리에 모으는 등 많은 공정을 거쳐 비로소 실의 모양으로 된다. 이 중 예부터 가장 기계화되었고 고도의 기술이 발달한 것은 면사방적이다.
면방작업은 원면의 꾸린 짐을 풀고, 고밀도로 압축된 것을 푼 다음 잡물을 제거하고 자리 모양의 랩(lap)을 형성하는 혼타면공정(混打綿工程)부터 시작된다. 계속해서 소면기에 걸어서 와이어브러시 모양의 철사를 원통에 감은 침포에서 섬유를 한가닥씩 분리시켜서 엄지손가락만한 굵기의 슬라이버(sliver)를 형성한다.
이 슬라이버를 차례로 잡아늘여 꼬으며 이것을 2∼3회 되풀이하여 세사(細絲)로 만들어 스핀들에 끼운 목관(木管)에 감는다.
이것이 연조(練條)·조방(粗放)·정방(精紡) 등의 공정이다. 그러나 이 실은 길이가 짧아 그대로는 직물의 횡사(橫絲)로밖에는 쓸 수가 없으므로 바인더로 실을 잇는다든지 하면서 다시 감고, 또한 2∼3가닥씩을 합쳐서 봉물(縫物)이나 직물의 날실로 쓸 수 있는 실을 만든다.
양모방적의 과정도 면방과 거의 동일한데, 동물섬유이므로 처음에 품질 균일화를 위한 선별이나 부착한 유지(油脂)를 제거하기 위한 세모작업(洗毛作業)이 추가된다. 또 섬유가 면보다 약간 길기 때문에 그 후의 소모(梳毛)·정방(精紡) 등에 사용되는 기계류도 면방 때보다 약간 대형이다.
합성섬유는 혼방되고, 면 또는 양모의 어느 편의 공정에 의하여 방적되는 일이 많다. 독특한 공정으로서는 예컨대 나일론섬유 자체에 양모 모양의 감촉을 만드는 울리(woolly)가공 등이 있다.

## 같이 보기
- 올드미스
- 물레